# 반음
반음(半音, semitone, half tone, half step) 혹은 이분음(二分音)은 장2도(major second) 간격 (즉 온음)의 절반에 해당하는 음정을 가리키며 단이도(minor second) 만큼 차이나는 두 음의 간격이다. 서양 음악에서 흔히 쓰이는 가장 낮은 음정이다.
예를 들어 E와 F는 단이도 만큼 차이나므로 반음이 된다.
반음에는 크게 온음계적 반음(2도에서 이루어지는 반음)과 반음계적 반음(1도에서 이루어지는 반음), 이렇게 두 가지가 있다.

## 기타
반음이란 온음의 절반을 나타내는 음정이므로 반음이 두 개 모인 것은 결국엔 온음이 된다.
더 나아가면 사분음 등 반음보다 더 좁은 단위의 음정도 있다. 이런 음정은 즉 미분음이 된다.

## 같이 보기
- 반음계
- 사분음